# (12920) 1998 VM15
(12920) 1998 VM15 est un objet de la ceinture principale d'astéroïdes extérieure découvert en 1998.

## Description
(12920) 1998 VM15 a été découvert le 10 novembre 1998 à l'observatoire Magdalena Ridge, situé dans le comté de Socorro, au Nouveau-Mexique (États-Unis), par le projet Lincoln Near-Earth Asteroid Research (LINEAR).

### Caractéristiques orbitales
L'orbite de cet astéroïde est caractérisée par un demi-grand axe de 3,98 UA, un périhélie de 3,17 UA, une excentricité de 0,20 et une inclinaison de 6,34° par rapport à l'écliptique. Du fait de ces caractéristiques, à savoir un demi-grand axe entre 3,2 et 4,6 UA, il est classé, selon la JPL Small-Body Database, comme objet de la ceinture principale d'astéroïdes extérieure.

### Caractéristiques physiques
(12920) 1998 VM15 a une magnitude absolue (H) de 10,9 et un albédo estimé à 0,127.